# Monasterio Taiktaw
El monasterio Taiktaw (en birmano: တိုက်တော်ကျောင်း) es un monasterio budista real en Mandalay, Birmania, conocido por sus atrevidas tallas de madera. El edificio central fue la residencia de Thathanabaing, y los postes fueron tomados del Palacio de Amarapura. Fue construido por el rey Mindon Min en 1859 y fue utilizado bajo la monarquía birmana como residencia oficial de Thathanabaing.
Estaba ubicado cerca de la puerta este del Palacio de Mandalay.